# Panorpaenigma aemulum
Panorpaenigma aemulum (лат.) — ископаемый вид скорпионниц рода Panorpaenigma из семейства Parachoristidae. Обнаружен в триасовых отложениях Кыргызстана (Madygen Formation, карнийский ярус, около 230 млн лет). Длина переднего крыла 13,8 мм.
Вид Panorpaenigma aemulum был впервые описан по отпечаткам в 2001 году российским палеоэнтомологом Виктором Григорьевичем Новокшоновым (Палеонтологический институт РАН, Москва; 1966—2003) вместе с Choristopanorpa opinata, Choristopanorpa temperata, Kirgizichorista larvata, Mecolusor confusicius, Mesochorista injuriosa, Parachorista arguta, Parachorista religiosa, Parachorista sana. Включён в состав рода Panorpaenigma Novokshonov 2001, близкого к родам скорпионниц Kirgizichorista и Parachorista.